# Theodor Eicke
Theodor Eicke (født 17. oktober 1892 i Hampont, Lothringen, død 26. februar 1943 ved Michailowka, syd for Kharkiv) var en tysk SS-Obergruppenführer og general i Waffen SS. Som chef for Dachau koncentrationslejr og inspektør af koncentrationslejre var han medvirkende til opførelsen af det nazistiske koncentrationslejrsystem. Under Anden Verdenskrig var Eicke chef for SS-Division "Totenkopf", der var oprettet på grundlag af SS-Totenkopfverbände, der havde været vagtenheder i koncentrationslejrene. Theodor Eicke er mistænkt morder på Ernst Röhm, der blev myrdet i 1934 under De lange knives nat, hvor Röhm og SA blev likvideret.
Eicke var kendt for det usædvanligt strenge straffesystem, som han indførte i Buchenwald, og som hurtigt blev ud bredt i andre koncentrationslejre. Han var glødende nazist, og selv i nazikredse blev han betragtet som usædvanlig ondskabsfuld og sadistisk.
Han omkom i et flystyrt på østfronten i 1943.